# リズ (ゲーム会社)
株式会社リズ (RIZ Inc.) は東京都中野区本町に本社を置く日本のゲーム開発会社。

## 概要
1998年にセガのAM2研のメンバー6人を中心に設立。PlayStation 2のゲームを多数開発。その後、アーケードゲーム開発の制作にも携わる。

## 開発タイトル
- My Ballet Studio（Wii）
- WE ROCK DRUM KING（Wii）
- ホッピングロード（アーケード）
- STORM G（アーケード）
- 悠久の車輪（アーケード）
- アクエリアスベースボール（Wii）
- ミラージュワールド（アーケード）
- バーンナウト ランニング（アーケード）
- バンダイナムコゲームスPRESENTS Jレジェンド列伝（ニンテンドー3DS）（プログラム、デザイン　ゴッチテクノロジーと共同）
- RANGER MISSION（アーケード）
- バーチャコップ・リバース（PlayStation 2）
- HappyNet1000シリーズ 麻雀パズル 龍脈（PC）
- ShockPrice500シリーズ トントン相撲（PC）
- 探しに行こうよ（PlayStation 2）